# Mirosław Arciszewski

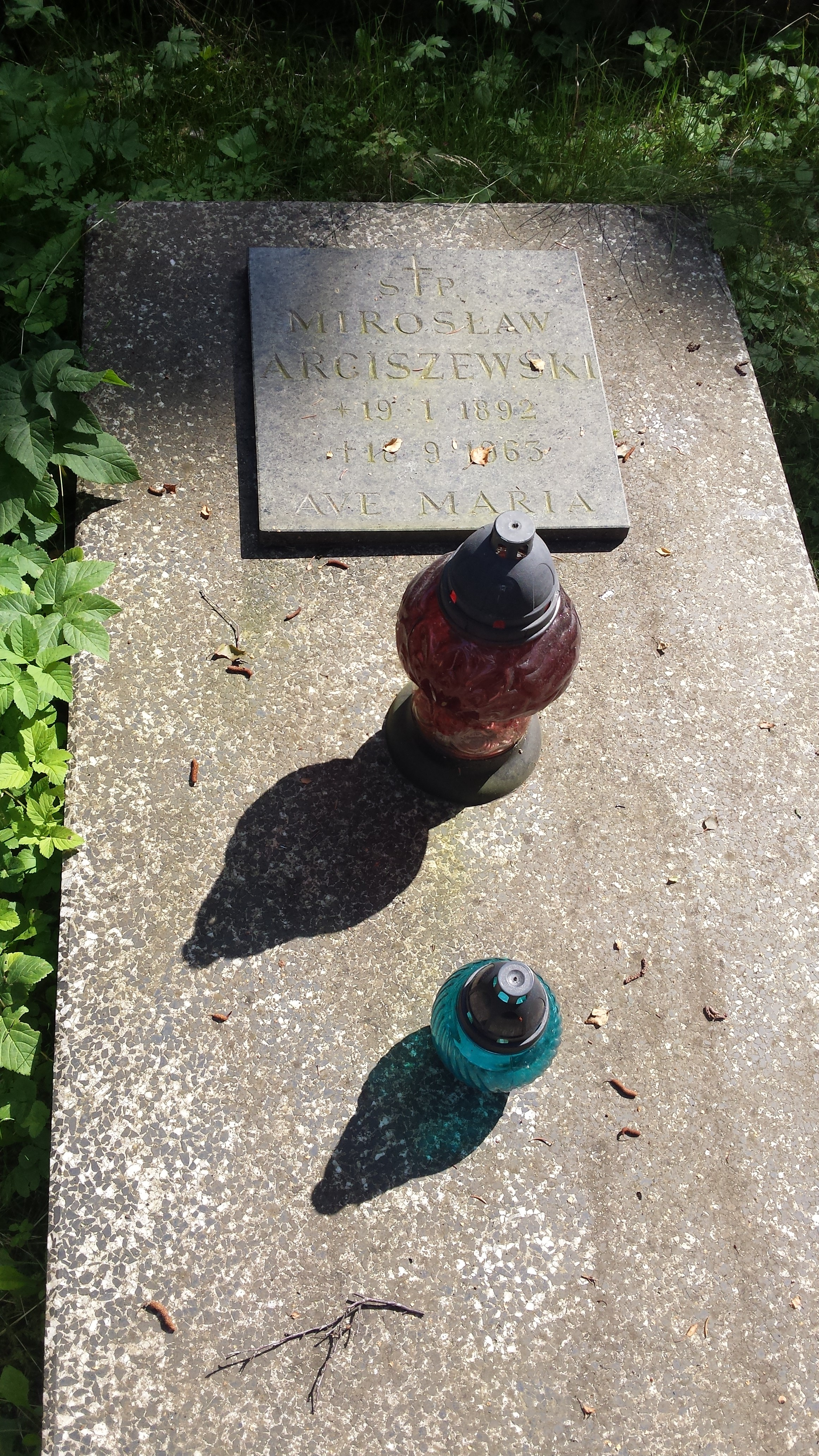
Grób Mirosława Arciszewskiego na cmentarzu Srebrzysko w Gdańsku

Mirosław Arciszewski (ur. 19 stycznia 1892 w Częstochowie, zm. 18 września 1963 w Gdańsku) – polski dyplomata z okresu II Rzeczypospolitej, zatrudniony w Ministerstwie Spraw Zagranicznych od 1918,  wolnomularz.

## Życiorys
Syn Władysława. Od 1906 uczęszczał do II Gimnazjum Wileńskiego, i tam zdał maturę. Następnie na uniwersytecie w Petersburgu studiował prawo i języki wschodnie i uzyskał w 1916 stopień doktora praw. Podczas I wojny światowej, 17 października 1916 został wcielony do wojska rosyjskiego, w którym dosłużył się stopnia podporucznika. Od 20 listopada 1918 pracował w Ministerstwie Spraw Zagranicznych, początkowo jako pomocnik referenta, później od 1 stycznia 1919 referent, a od 1 czerwca 1921 starszy referent. W latach 1922–1925 był sekretarzem poselstwa w Genewie, w delegacji polskiej przy Lidze Narodów. Od 1925 do 1928 był sekretarzem ambasady RP w Paryżu. Później piastował stanowisko posła w Rydze (lata 1929–1932). Następnie był posłem nadzwyczajnym i ministrem pełnomocnym w Bukareszcie (od 15 grudnia 1932 do 30 kwietnia 1938). W rządzie Felicjana Sławoja Składkowskiego pełnił obowiązki wiceministra spraw zagranicznych od 1938 do 1939 (wraz z Janem Szembekiem). 16 września 1939 przekroczył granicę z Rumunią, gdzie do 4 listopada 1940 pełnił obowiązki delegata do spraw uchodźców politycznych. 1 marca 1941 powołano go na stanowisko dyrektora Departamentu Politycznego Ministerstwa Spraw Zagranicznych rządu RP na uchodźstwie, a rok później został posłem nadzwyczajnym i ministrem pełnomocnym przy rządach w Argentynie, Boliwii, Paragwaju i Urugwaju. Funkcję posła nadzwyczajnego i ministra pełnomocnego sprawował do 16 czerwca 1946. W 1957 powrócił do kraju.
Żonaty z Rosjanką, Eugenią, współpracownikiem wywiadu sowieckiego (INO NKWD).
Pochowany na gdańskim Cmentarzu Srebrzysko (rejon I kwatera: Groby rodzinne C, nr grobu 93).

## Ordery i odznaczenia
- Krzyż Komandorski Orderu Odrodzenia Polski (1935)[9][3][10]
- Krzyż Oficerski Orderu Odrodzenia Polski (7 listopada 1925)[11]
- Krzyż Kawalerski Orderu Odrodzenia Polski (2 maja 1923)[12]
- Medal Dziesięciolecia Odzyskanej Niepodległości[10]
- Srebrny Medal za Długoletnią Służbę[3]
- Brązowy Medal za Długoletnią Służbę[3]
- Odznaka „Znak Pancerny”
- Krzyż Wielki Orderu Zasługi (Rumunia, 1938)[3]
- Wielka Wstęga Orderu Gwiazdy Rumunii (Rumunia, 1937)[13]
- Wielka Wstęga Orderu Korony Rumunii (Rumunia, 1935)[14]
- Wielka Wstęga Orderu Trzech Gwiazd (Łotwa, 1935)[14]
- Krzyż Komandorski Orderu Legii Honorowej (Francja)[10]
- Krzyż Kawalerski Orderu Legii Honorowej (Francja)[10]